# Taurus Awards 2014
Die Taurus Awards 2014 waren die 13. Verleihung des Taurus Award, eine US-amerikanische Auszeichnung für Filmstunts, welche am 10. Mai 2014 erneut wie seit 2003 bei Paramount Pictures stattfanden.

## Verleihung
Als größter Gewinner ging die Filmproduktion Iron Man 3 aus der Verleihung hervor, die in fünf Kategorien nominiert wurde und in drei Kategorien Auszeichnungen erhielt. Der Taurus Lifetime Achievement Award wurde an den Stuntman Buddy Joe Hooker vergeben.

## Gewinner und Nominierte
Der Taurus Award wird jährlich in wechselnden Kategorien vergeben. Im Jahr 2014 erfolgt die Verleihung in folgenden Kategorien.
Zeitleiste der Kategorien des Taurus Award
Die Auszeichnungen wurden wie zuletzt 2011 in neun Kategorien verliehen, in denen insgesamt 26 verschiedene Filme nominiert wurden. Dabei wurde der Film Fast & Furious 6 mit sechs Nominierungen am häufigsten nominiert. Mit drei Auszeichnungen erhielt Iron Man 3 die meisten Taurus Awards. Bereits zum achten Mal wurde die deutsche Actionserie Alarm für Cobra 11 – Die Autobahnpolizei in der Kategorie Bester Stunt in einem ausländischen Film nominiert, nachdem sie bereits sechs Mal, darunter in den fünf Jahren zuvor durchgängig, diese Kategorie für sich entscheiden konnte.
Folgende Filme des Vorjahres wurden 2014 nominiert sowie mit dem Taurus Award ausgezeichnet.
| Kategorie (Englische Originalbezeichnung)                                 | Nominierte Filme (Gewinner fett markiert)                                                 |
| ------------------------------------------------------------------------- | ----------------------------------------------------------------------------------------- |
| Beste Kampfszene (Best Fight)                                             | Fast & Furious 6                                                                          |
| Beste Kampfszene (Best Fight)                                             | Kick-Ass 2                                                                                |
| Beste Kampfszene (Best Fight)                                             | Kick-Ass 2                                                                                |
| Beste Kampfszene (Best Fight)                                             | Parker                                                                                    |
| Beste Kampfszene (Best Fight)                                             | Wolverine: Weg des Kriegers                                                               |
| Bester Stunt in der Höhe (Best High Work)                                 | Dead Man Down                                                                             |
| Bester Stunt in der Höhe (Best High Work)                                 | Stirb langsam – Ein guter Tag zum Sterben                                                 |
| Bester Stunt in der Höhe (Best High Work)                                 | Hangover 3                                                                                |
| Bester Stunt in der Höhe (Best High Work)                                 | Seelen                                                                                    |
| Bester Stunt in der Höhe (Best High Work)                                 | Iron Man 3                                                                                |
| Bestes Stunt Rigging (Best Stunt Rigging)                                 | G.I. Joe – Die Abrechnung                                                                 |
| Bestes Stunt Rigging (Best Stunt Rigging)                                 | Hangover 3                                                                                |
| Bestes Stunt Rigging (Best Stunt Rigging)                                 | Der unglaubliche Burt Wonderstone                                                         |
| Bestes Stunt Rigging (Best Stunt Rigging)                                 | Iron Man 3                                                                                |
| Bestes Stunt Rigging (Best Stunt Rigging)                                 | Lone Ranger                                                                               |
| Bestes Stunt Rigging (Best Stunt Rigging)                                 | Die fantastische Welt von Oz                                                              |
| Bester Fahrzeugstunt (Best Work With A Vehicle)                           | Fast & Furious 6                                                                          |
| Bester Fahrzeugstunt (Best Work With A Vehicle)                           | Fast & Furious 6                                                                          |
| Bester Fahrzeugstunt (Best Work With A Vehicle)                           | Fast & Furious 6                                                                          |
| Bester Fahrzeugstunt (Best Work With A Vehicle)                           | Gangster Squad                                                                            |
| Bester Fahrzeugstunt (Best Work With A Vehicle)                           | Stirb langsam – Ein guter Tag zum Sterben                                                 |
| Bester Spezialstunt (Best Specialty Stunt)                                | Dead Man Down                                                                             |
| Bester Spezialstunt (Best Specialty Stunt)                                | Iron Man 3                                                                                |
| Bester Spezialstunt (Best Specialty Stunt)                                | Lone Ranger                                                                               |
| Bester Spezialstunt (Best Specialty Stunt)                                | The Place Beyond the Pines                                                                |
| Bester Spezialstunt (Best Specialty Stunt)                                | Das ist das Ende                                                                          |
| Härtester Schlag (Hardest Hit)                                            | Kindsköpfe 2                                                                              |
| Härtester Schlag (Hardest Hit)                                            | Voll abgezockt                                                                            |
| Härtester Schlag (Hardest Hit)                                            | Lone Ranger                                                                               |
| Härtester Schlag (Hardest Hit)                                            | Lone Survivor                                                                             |
| Härtester Schlag (Hardest Hit)                                            | Chroniken der Unterwelt – City of Bones                                                   |
| Bester Stunt einer Frau (Best Overall Stunt By A Stunt Woman)             | Conjuring – Die Heimsuchung                                                               |
| Bester Stunt einer Frau (Best Overall Stunt By A Stunt Woman)             | Fast & Furious 6                                                                          |
| Bester Stunt einer Frau (Best Overall Stunt By A Stunt Woman)             | Hänsel und Gretel: Hexenjäger                                                             |
| Bester Stunt einer Frau (Best Overall Stunt By A Stunt Woman)             | Seelen                                                                                    |
| Bester Stunt einer Frau (Best Overall Stunt By A Stunt Woman)             | Voll abgezockt                                                                            |
| Bester Stunt einer Frau (Best Overall Stunt By A Stunt Woman)             | Iron Man 3                                                                                |
| Bester Stuntkoordinator (Best Stunt Coordinator And/Or 2nd Unit Director) | Fast & Furious 6                                                                          |
| Bester Stuntkoordinator (Best Stunt Coordinator And/Or 2nd Unit Director) | Gangster Squad                                                                            |
| Bester Stuntkoordinator (Best Stunt Coordinator And/Or 2nd Unit Director) | Stirb langsam – Ein guter Tag zum Sterben                                                 |
| Bester Stuntkoordinator (Best Stunt Coordinator And/Or 2nd Unit Director) | Iron Man 3                                                                                |
| Bester Stuntkoordinator (Best Stunt Coordinator And/Or 2nd Unit Director) | Kick-Ass 2                                                                                |
| Bester Stuntkoordinator (Best Stunt Coordinator And/Or 2nd Unit Director) | Lone Ranger                                                                               |
| Bester Stunt in einem ausländischen Film (Best Action In A Foreign Film)  | Alarm für Cobra 11 – Die Autobahnpolizei (Staffel 9, Folge 1: Auferstehung) (Deutschland) |
| Bester Stunt in einem ausländischen Film (Best Action In A Foreign Film)  | Pioneer (Norwegen)                                                                        |
| Bester Stunt in einem ausländischen Film (Best Action In A Foreign Film)  | Stalingrad (Russland)                                                                     |
| Bester Stunt in einem ausländischen Film (Best Action In A Foreign Film)  | Sueno (Spanien)                                                                           |
| Bester Stunt in einem ausländischen Film (Best Action In A Foreign Film)  | Who Killed Bambi? (Spanien)                                                               |